# تفجير سيهون 2017
تفجير سيهون هو تفجير انتحاري وقع داخل ضريح عثمان المروندي في مدينة سيهون الواقعة غرب باكستان في 16 فبراير 2017، كان زوار الضريح مجتمعين حوله بعد صلاة العشاء وقت وقوع الانفجار. وفقًا للمفتش العام لشرطة السند قُتل ما لا يقل عن 100 شخصًا بينهم نساء وأطفال وأكثر من 250 جريحًا. أعلن تنظيم داعش ولاية خراسان مسؤوليته عن الهجوم.

## خلفية
تعرضت باكستان في الإسبوع الذي وقع فيه تفجير الضريح إلى سلسلة هجمات انتحارية تبنتها حركة طالبان الباكستانية، بعد أسابيع من الهدوء النسبي الذي شهدته المناطق الباكستانية المحاذية لأفغانستان، وكان أشد الهجمات الانتحارية والأكثر دموية استهداف مدينة لاهور يوم الإثنين 13 فبراير وخلف التفجير حوالي 13 قتيلاً. كما قُتل ستة أشخاص يوم 15 فبراير في سلسلة اعتداءات انتحارية استهدفت مدينة بيشاور عاصمة ولاية خيبر بختنخوا وفي المناطق القبلية المحاذية لأفغانستان. وبعد اعتداء لاهور قُتل عنصران في وحدة لتفكيك الألغام في كويتا عاصمة بلوشستان.

## التفجير
وقع الهجوم الانتحاري على الضريح خلال اجتماع المصلين حوله بعد صلاة العشاء. أحد الروايات تقول أن الجاني فجر نفسه خارج مجمع الضريح بالقرب من بوابته الذهبية، وألقى مهاجم آخر قنبلة يدوية لم تنفجر. وقع الهجوم في مزار لال شهبز قلندر الصوفي في مدينة سيهوان التي تبعد حوالى 200 كيلومتر شمال شرقي مدينة كراتشي الساحلية جنوب باكستان، في ليلة الخميس التي تعتبر وقتاً مقدساً للصلاة بالنسبة لمريدي صاحب المقام لال شهبز قلندر.

## بعد التفجير
عقب الهجوم الانتحاري تم نقل جثث الجرحى والقتلى على الفور إلى مستشفى تالوكا الطبيي، والذي لم يكن مجهزًا بمركز للصدمات القلبية للتعامل مع الحالات الطارئة. وأُعلنت حالة الطوارئ في جميع مستشفيات المنطقة، وكان بعض المصابين في حالة حرجة، قامت البحرية الباكستانية بإرسال مروحيات وطائرات تتبع القوات الجوية الباكستانية للمساهمة في عمليات الإنقاذ.

## ردود الفعل
أدان رئيس الوزراء الباكستاني نواز شريف الانفجار، وقال: «إن هجوم على مرقد عثمان المروندي هو اعتداء على مستقبل متقدم وشامل في باكستان». وأصدر مركز خدمات العلاقات العامة في الجيش الباكستاني بيان إدانة للتفجير،. وقال قائد الجيش الجنرال قمر جاويد باجوا: قد أمرت بأن يتم توفير المساعدة الفورية للسلطات المدنية، كما أن الأمر يتطلب مزيد من ضبط النفس. وأدان محافظ السند محمد الزبير الانفجار وقال: السند هي أرض الصوفية، الإرهابيون استهدفوا زوار الضريح لتحقيق مخططاتهم الشائنة. وأعلنت حكومة السند الحداد ثلاثة أيام في ولاية السند.
قامت السلطات الباكستانية بحملة أمنية واسعة يوم الجمعة 17 فبراير على خلفية الهجوم الانتحاري، وقال مسؤول حكومي: «إن قوات الأمن الاتحادية والمحلية والشرطة أطلقت فجراً حملة في جميع أنحاء البلاد وأوقفت عدداً كبيراً من المشتبه فيهم في مدن عدة». وقالت القوات الخاصة التابعة لوزارة الداخلية الباكستانية: «إن 18 إرهابياً على الأقل قتلوا ليل الخميس الجمعة في ولاية السند، وقتل سبعة آخرون في شمال غربي البلاد».